# Secretină
Secretina este un hormon care controlează secrețiile pancreatice în duoden, și, separat, homeostazia apei. Aceasta este produsă de celulele S în criptele Lieberkühn din duoden. Secretina reglează pH-ul conținutului duodenal prin controlul secreției de acid gastric si tamponarea conținutului duodenal cu bicarbonat secretat de celulele pancreatice. A fost primul hormon gastrointestinal identificat (1902 - Bayliss și Starling). Acțiunea sa este antagonistă gastrinei. 
Secreția de secretină este stimulată de scăderea pH-ului duodenal sub 4,5, ca urmare a pătrunderii chimului gastric acid în duoden, și de prezența produșilor proteolizei gastrice în intestin. Astfel, secretina secretată stimulează pancreasul să secrete un suc bogat în bicarbonat (pentru neutralizarea chimului acid) și enzime proteolitice (pentru scindarea peptidelor). 
Secretina de asemenea inhibă golirea stomacului, permițându-i duodenului să proceseze mai bine chimul. Secretina de asemenea stimulează secreția glandelor Brunner din duoden, care produc cel mai alcalin suc digestiv. Bicarbonatul, precum și alcalinitatea crescută, inhibă secreția de secretină prin feed-back. 
Secretina stimulează secreția de pepsină la nivelul stomacului; stimulează de asemenea și secreția de insulină (imediat după masă, pentru a preveni creșterea rapidă a glicemiei), precum și glucagon, polipeptidul pancreatic și somatostatină.